# Galeria Ouro Velho
A Galeria Ouro Velho é um prédio comercial localizado no município brasileiro de São Paulo, inaugurado no ano de 1962 e projetado pelo arquiteto e urbanista Jorge Wilheim, numa proposta que buscava uma alternativa aos prédios comerciais para criar pontos de encontro na cidade. Jorge foi responsável ainda pela Galeria Ouro Fino e por outros projetos de reurbanização na cidade. No final da década de 2010, a galeria passou por uma espécie de renascimento cultural, uma vez que feiras, shows e exposições passaram a ocorrer com mais frequência.

## Contexto histórico
Consideradas ícones do modernismo paulistano, as galerias como a Galeria Ouro Velho concentraram parte da vida cultural e comercial de São Paulo na primeira metade do século XX. O projeto da "Ouro Velho" data, no entanto, já da segunda metade do século passado, de 1960 mais especificamente, sendo a galeria inaugurada dois anos depois. À época de seu lançamento, o empreendimento foi anunciado no jornal Folha de S.Paulo como uma "magnífica concepção arquitetônica, luxuosas lojas em amplas galerias e fácil acesso por moderna escada rolante, oferecendo mais conforto à elite paulistana". Teve seu apogeu na década de 1970, quando foi uma referência para a moda nacional. Na primeira metade do século XXI, no entanto, tais galerias sobreviviam graças ao comércio popular que ocuparam seus espaços de locação.

## Características arquitetônicas e ocupação
O prédio da Galeria Ouro Velho conta com  dois andares, constituído por dezenas de lojas de dois pisos, concentrando um comércio especializado em ramos tão diversos como artesanato indígena, trilhas sonoras de cinema TV, livros em espanhol e graphic novels. Dentre os pontos comerciais instalados na galeria está a Ugra Press, uma editora brasileira de quadrinhos que promove na galeria sua famosa "Feira Ogra", bem como a 9ª Arte Galeria, uma galeria de arte com exposições frequentes de artistas de relevo como Allan Sieber, André Dahmer, Bruna Maia, Caco Galhardo, Estela May e o cartunista Jaguar.
- 9ª Arte Galeria
- Atrox Casual Club[13]
- Sensorial Discos[14]
- Ugra Press[6]

## Localização
A Galeria Ouro Velho fica a menos de 400 metros da Avenida Paulista e está muito próxima a pontos tradicionais de comércio, cultura e gastronomia da capital paulistana, tais  como a Bella Paulista, o CineSesc, o Conjunto Nacional, o Instituto Moreira Salles, o Teatro Frei Caneca e o Shopping Center 3, outra obra cujo projeto arquitetônico é de Jorge Wilheim.

## Leituras adicionais
- CUSINATO, Gabriela Camargo. (2019) O chão da cidade : a vida ao Rés-da-Augusta
- SALVI, A. E., CARRIÇO, J. M., & Almeida, R. de. (2021). Transição entre interior e exterior de edifícios com térreo livre em São Paulo e Nova Iorque. PosFAUUSP, 28(52), e176121.